# Garcelles
Garcelles era una comuna francesa que estaba situada en el departamento de Calvados, de la región de Normandía, que en 1827 se fusionó con la comuna de Secqueville-la-Campagne, formando la comuna de Garcelles-Secqueville.

## Demografía
| Gráfica de evolución demográfica de Garcelles entre 1793 y 1821 |
|                                                                 |

Los datos demográficos contemplados en este gráfico se han cogido de la página francesa EHESS/Cassini.